# Buza János (történész)
Buza János (Budapest, 1939. november 30. –) történész, tanszékvezető egyetemi tanár, az MTA doktora.

## Életpályája
1946-ban lett általános iskolai tanuló, a csepeli Jedlik Ányos Gyakorló Gimnáziumban tett érettségit 1958-ban, majd sikeresen felvételizett. Egyetemi tanulmányait az ELTE Bölcsészettudományi Karán magyar nyelv és irodalom és történelem tanári szakján fejezte be. Az 1962/63. tanévben kollégiumi nevelőtanár, majd fél évig polgári alkalmazott tanár volt a MN Egyesített Tiszti Iskoláján. A Budapesti Corvinus Egyetem jogelődjének — MKKE — Gazdaságtörténeti Tanszékére 1964-ben kapott meghívást, s 1986 végéig MTA állományú kutató volt, 1964-1974 között a tanszéki titkári teendőket is ellátta. Egyetemi docenssé 1987-ben nevezték ki. 1990-ben megpályázta a Gazdaságtörténeti Tanszék tanszékvezetői beosztását, 1995-ben ismét sikerrel pályázott; 1996 nyarán azonban — több ok (főként a gazdaságtörténet pozícióinak gyengítése) miatt — lemondott e megbízatásról. 1990-2002 között vezette a MTA TKI keretében működött Gazdaság- és Társadalomtörténeti kutatócsoportot. 1995/96. tanév végéig — részben választottként, részben hivatalból — több ciklusban tagja volt az Általános, majd a Társadalomtudományi Kar Tanácsának, illetve 2 ciklusra az Egyetemi Tanács tagjává választották. Lektorálási tevékenységet szakfolyóiratok szerkesztősége (Századok, Agrártörténeti Szemle, Numizmatikai Közlöny), illetve az Akadémiai Kiadó megbízásából végzett.
1999-2002 között Széchenyi professzori ösztöndíjas.

## Munkássága
Levéltári kutatásokra épülő diplomamunkáját Prof. Dr. Szabad György irányította, korábban Prof. Dr. Hahn István és Prof. Dr. Sinkovics István előadásait és szemináriumait kedvelte különösen. Kutatási feladatait Pach Zsigmond Pál akadémikus jelölte ki: a szabad királyi városok élelmiszerellátása, illetve a hódoltsági terület ár- és bértörténete; az utóbbi témaköréből írta egyetemi doktori értekezését (1971, minősítése: Summa cum laude); pénztörténettel bővített kandidátusi értekezését 1986-ban védte meg; a tudományos fokozatot aspirantúra nélkül érte el. Pénztörténeti kutatásait Dr. Huszár Lajos, a Magyar Nemzeti Múzeum volt főigazgatója támogatta. A hódoltsági terület ár- és pénztörténeti kutatásában töretlen úton járt. Kandidátusi értekezésének egy-egy fejezete a Történelmi Szemle, a Századok, az Agrártörténeti Szemle, illetve a Zeitschrift für Agrargeschichte und Agrarsoziologie c. folyóiratban jelent meg.
Ösztöndíjjal, illetve az MTA csereegyezményei révén 1968-2013 között több ízben kutathatott csehszlovákiai, majd szlovákiai, illetve bécsi, nürnbergi és prágai levéltárakban, valamint Európa néhány nemzetközi hírű könyvtárában (Párizs – Bibliothèque Nationale; Berlin – Deutsche Bibliothek; München – Bayerische Staatsbibiliothek, Staatliche Münzsammlung; Nürnberg – Germanisches Nationalmuseum, illetve Stadt- und Universitätsbibiliothek; Wolfenbüttel – Herzog August Bibliothek; Wien – Österreichische Nationalbiliothek, Universitätsbibliothek; Leiden – Rijksmuseum Het Koninklijk Penningkabinet; Prága – Národní Muzeum, stb.).
Pénztörténeti kutatási tervvel sikerrel vett részt az Alexander von Humboldt-Stiftung pályázatán, 1980-2013 között ösztöndíjasként, majd meghívott vendégkutatóként több részletben 25 hónapot töltött Németországban, s közben Trier, Nürnbeg és Regensburg egyetemein a gazdaságtörténeti oktatást is tanulmányozhatta.
Alapító tagja a magyarországi Humboldt-Egyesületnek, illetve alapító tagja és gazdaságtörténész tanára volt a Királyhelmeci Városi Egyetemnek 1993-2004 között, (kelet-szlovákiai és kárpátaljai hallgatók magyar tannyelvű képzését szervezték meg, s tapasztalataik nyomán indult meg Révkomáromban a magyar tannyelvű közgazdász-képzés a Selye János Egyetemen.)
Akadémiai állományú kutatóként is folyamatosan vett részt az egyetemi oktatásban, illetve a tananyagok korszerűsítésében, a „Magyarország gazdaságtörténete a honfoglalástól a XX. század közepéig” c. — 8 kiadást megért — tankönyv XVI-XVII. századi részét írta meg.
Széchenyi Professzori Ösztöndíjasként oktatott 1999-2002 között, pénztörténi tárgyú OTKA-pályázata (T 13507) kiváló minősítéssel zárult 1999-ben.
Szerkesztőbizottsági tagja a Numizmatikai Közlöny c. folyóiratnak, illetve az Ungarn-Jahrbuch (München/Regensburg) c. periodikának, a Történelmi Szemle c. folyóirat szerkesztőbizottsági tagja volt 1990-1999 között.
A MTA Doktori Tanácsa Történelemtudományi Szakbizottságának titkára volt 1997-2000 között. Pénztörténeti tárgyú MTA doktori értekezését 2004-ben védte meg.
2005-ben szándéka ellenére — számos egyetemi tanárral együtt — nyugdíjazták, ezt követően a Miskolci Egyetem kinevezett részfoglalkozású egyetemi tanáraként dolgozott. A Budapesti Műszaki Egyetem Gazdaság- és Társadalomtudományi Karán címzetes egyetemi tanárként tartott gazdaságtörténeti előadásokat. Közalkalmazotti jogviszonya 2009-ben szűnt meg.

## Legfontosabb publikációi

### Könyvek
- Magyarországi és erdélyi pénzértékek a 16-17. században. Közép-európai kitekintéssel. Bölcsészettudományi Kutatóközpont Történettudományi Intézet. Budapest, 2021. 376.

- Aranyforintok és tallérok nyomában. Jelen kötet Buza János professzor, a Budapesti Corvinus Egyetem Gazdaságtörténeti Tanszéke volt vezetőjének huszonnyolc válogatott írását. Szerk.: Draskóczy István. Martin Opitz Kiadó – Magyar Numizmatikai Társulat. Budapest, 2021. 368.

- Magyarország gazdaságtörténete a honfoglalástól a 20. század közepéig. (társszerzők: Kövér György, Kaposi Zoltán, Honvári János, Draskóczi István) AULA. Budapest. 1996. Átdolgozott kiadás. 1997.

### Tanulmányok
- Les monnaies françaises ou du système français dans la circulation monétaire en Hongrie au XVIIè siècle. Revue numismatique (Paris), 6è série, 18 (1976) 119-135.

- Historiográfiai vázlat 1867-1945 közötti ár- és bértörténetírásunkról. Magyar Tudományos Akadémia Filozófiai és Történettudományok Osztályának Közleményei 26 (1977) 187-203.

- A tallér és az aranyforint árfolyama, valamint szerepe a pénzforgalomban Magyarország török uralom alatti területén a XVII. században. Történelmi Szemle 20 (1977)73-106.

- Mezőgazdaság és parasztság a török korban. In: Sárvár monográfiája. Szerk. Horváth Ferenc. Szombathely, 1978. 243-304.

- „Pusztán hagyott” puszták a XVII. század második felében. (Adalékok Kecskemét és Nagykőrös pusztabérleteinek történetéhez.) In: Ünnepi tanulmányok Sinkovics István 70. születésnapjára. 1980. augusztus 19. Szerk. Bertényi Iván. Budapest,  1980. 237-249.

- Der Kurs der Löwentaler in Ost-Mitteleuropa (mit besonderer Rücksicht auf Siebenbürgen und Ungarn). Acta Historica Academiae Scientiarum Hungaricae 27 (1981) 335-358.

- Die Groβbäuerliche Viehzucht auf der ungarischen Tiefebene im 17. Jahrhundert. Zeitschrift für Agrargeschichte und Agrarsoziologie 32 (1984) 165-209.

- Török kori állattartásunk a „vadszám” és az adózás tükrében. Századok 118 (1984) 3-63.

- Gabonaárak és áruforgalom a török uralom alatt (Nagykőrös 1626-1682). Agrártörténeti Szemle 27 (1985) 1-57. (Angol nyelvű összefoglaló: 356-359.)

- Az élelmiszeripar története a török kiűzéséig. In: A magyar élelmiszeripar története. Szerk. dr. Kirsch János – dr. Szabó Loránd – dr. Tóth-Zsiga István. Budapest, 1986. 9-57.

- Peregrinus Hungaricus über die Reichsstadt Nürnberg am Vorabend des Dreiβigjährigen Krieges. In: Hochfinanz, Wirtschaftsräume, Innovationen. Festschrift für Wolfgang von Stromer. Hrsg. von Uwe Bestmann – Franz Irsigler – Jürgen Schneider. Trier, 1987. Bd. II. 701-718.

- Egy francia váltópénz levantei sikere és magyarországi szerepe a 17. század második felében. In: Gazdaság, társadalom, történetírás. Emlékkönyv Pach Zsigmond Pál 70. születésnapjára. Szerk. Glatz Ferenc. Budapest, 1989. 127-137. (Társadalom- és Művelődéstörténeti Tanulmányok 6.)

- Egy kecskeméti cívis nagyszombati évei (1639-1660). Századok 124. (1990) 109-125. (Társszerző: Alžbeta Hološová. Trnava/Nagyszombat).

- Az első európai infláció és magyarországi hatása (1618-1628). Aula. Társadalom és Gazdaság 13 (1991) 88-104.

- Lengyel és magyar váltópénz Alsó-Ausztriában. (A „polturás garasok” magyarországi forgalmához a XVII. század második felében.) Numizmatikai Közlöny 90-91 (1991-1992) 133-145.

- Dukát – tallér – dutka. Erdély pénzverésének strukturális változásai a 17. század elejéig. In: Tanulmányok Barta Gábor emlékére. In memoriam Barta Gábor. Szerk. Lengvári István. Pécs, 1996. 267-283.

- A török kori Magyarország gazdaságtörténete. In: Magyarország gazdaságtörténete a honfoglalástól a 20. század közepéig. Szerk. Honvári János. Budapest, 1996. 83-172.

- Az Oszmán Birodalom monetáris válságának magyarországi hatása. In: Numizmatika és társtudományok III. Szerk. Ulrich Attila – Lakatos Sarolta. Nyíregyháza-Debrecen, 1999. 229-242.

- Sziléziai kipper-veretek Felső-Magyarország pénzforgalmában. In: Emlékkönyv Bíró-Sey Katalin és Gedai István 65. születésnapjára. Szerk. Bertók Krisztina – Torbágyi Melinda. Budapest, 1999. 356-369.

- Silbergulden als „Zlot” im Geldumlauf des Fürstentums Siebenbürgen am Ende des 17. und am Anfang des 18. Jahrhunderts. In: XII. Internationaler Numismatischer Kongress Berlin 1997. Akten – Proceedings – Actes I–II. Bd. II. Herausgegeben von Bernd Kluge und Bernhard Weisser. Berlin, 2000. 1121-1125.

- Kipper-pénzek a mérlegen. Az 1620-as évek inflációjának két szakasza. Századok 134 (2000) 881-912.

- Geldwertverhältnisse bei der monetären Integration und Desintergration im Geldverkehr Ungarns während der Türkenzeit. In: Bayern-Ungarn Tausend Jahre. Aufsätze zur Bayerischen Landesasusstellung 2001. Vorträge der Tagung „Bayern und Ungarn im Mittelalter und in der frühen Neuzeit“ in Passau 15. bis 18. Oktober 2000. Hrsg. von Herbert W. Wurster – Manfred Treml – Richard Loibl. Passau-Regensburg, 2001. 137-153.

- A török birtokosok és a majorsági gazdálkodás. In: Gazdaságtörténet – könyvtártörténet. Emlékkönyv Berlász Jenő 90. születésnapjára. Szerk. Buza János. Budapest, 2001. 51-67. (Gazdaság- és társadalomtörténeti kötetek 1. Sorozatszerkesztő: Buza János – Czoch Gábor).

- Tilos a vas a töröknek! Gömör megyei vas a Duna-Tisza közén. In: Tanulmánykötet Heckenast Gusztáv emlékére. Szerk. Bessenyei József. Miskolc, 2001. 47-66.

- Der Wechselkurs des ungarischen und türkischen Dukaten in der Mitte des 16. Jahrhunderts. In: Weltwirtschaft und Wirtschaftsordnung. Festschrift für Jürgen Schneider zum 65. Geburtstag. Hrsg. von Rainer Gömmel – Markus A Denzel. Stuttgart, 2002. 25-44. (Vierteljahrschrift für Sozial- und Wirtschaftsgeschichte, Beihefte, Nr. 159).

- Schlesische Kipperprägungen im Geldumlauf Oberungarns. In: Neuer Wein aus alten Schläuchen? Wirtschaftswissenschaftliche Aufsatz jenseits des „Mainstream”. Hrsg. von Klaus Beckman – Dietmar Meyer – Štefan Okruch. Andrássy Schriftenreihe 2. Budapest, 2003. 121-137.

- Báthori István erdélyi dukátjainak távoli nyomai. In: In memoriam Ludovici Huszár. Szerk. Biró Sey Katalin – Buza János – Csoma Mária – Gedai István. Budapest, 2005. 199-208.

- A tallérnevek néhány csoportja. (Adalék a 16-17. századi Magyarország pénzneveinek történetéhez.) Századok 140 (2006) 1021-1044.

- Még egyszer a polturákról. Pénztörténeti tévutunkról helyes irányba. Századok 142 (2008) 967-998.

- Tiroler Taler im Geldumlauf der Reichsstadt Nürnberg und Ungarns in der ersten Hälfte des 17. Jahrhunderts. In: Wirtschaftlicher und sportlicher Wettbewerb. Festschrift für Rainer Gömmel zum 65. Geburtstag. Hgg. Markus A. Denzel – Margarete Wagner-Braun. Stuttgart 2009. 17-32.

- Egy székelyföldi kalmár a nagy pénzrontásról. Marosvásárhelyi Nagy Szabó Ferenc visszaemlékezése az 1622. esztendőre. In: Csaba királyfi elárvult népe. Székely konferencia  2009. október 2-3, szerk: Takács Péter. Debrecen, 2009. 251-261.
- Adózás és adócsalás a hódoltságban. In.: Auxilium historiae. Tanulmányok a hetvenesztendős Bertényi Iván tiszteletére. Szerk.: Körmendi Tamás-Thoroczkay Gábor. Budapest, 2009. 89-96.

- Jean Bodin a drágaság okairól és a magyar aranyforintról. In: Jubileumi tanulmánykötet Nagy Aladár professzor 70. születésnapjára. Szerk.: Prof. Dr. Kocziszky György és Bihari Ágnes. Miskolc, 2011. 54-72.

- Ódutka – jó dutka (Adalék a 16-17. századi pénzforgalom történetéhez). Tiszteletkör. Történeti tanulmányok Draskóczy István egyetemi tanár 60. születésnapjára. Szerk.: Mikó Gábor – Péterfi Bence – Vadas András. Budapest, 2012. 207-215.

- Egy nagykőrösi nemes győri kapcsolatai a 17. század közepén. in: A történettudomány szolgálatában. Tanulmányok a 70 éves Gecsényi Lajos tiszteletére. Szerk.: Baráth Magdolna – Molnár Antal. Budapest – Győr, 2012. 77-93.

- Crafts in devided Ottoman-era Hungary. in: The History of Handicraft in Hungary. Edited by János Szulovszky. Budapest, 2012. 85-102. [Magyarul is megjelent.]

- Pénzforgalom és árszabályozás Bethlen Gábor uralkodása alatt. A Bethlen Gábor trónra lépésének 400. évfordulóján rendezett konferencia tanulmányai. Szerk.: Dáné Veronka, Horn Ildikó, Lupescu Makó Mária, Oborni Teréz, Rüsz Fogarasi Enikő, Sipos Gábor.   Kolozsvár, 2014. 487-497.

- Az „árforradalom“ nyomában. Századok 148 (2014) 1297-1314.

- A Dunába vetett vonópad. Adalék Magyarország 1526 előtti pénzverésének történetéhez. Történelmi Szemle LVII (2015) 281-298. [3]
- Az Erdélyi Fejedelemség pénzértékei és a nagysinki országgyűlés (1664). Erdélyi Múzeum LXXVIII (2016) 56-67.

- Bihar és Zaránd vármegyei települések az adóprés szorításában. Az Oszmán Birodalom monetáris válságához. Századok 151 (2017) 119-146.

- Az „oláh forint” és a „tult” (Németalföldi veretek és utánzataik Erdély pénzforgalmában). Numizmatikai Közlöny CXIV-CXV (2015-2016) 137-145.

- The History of the Transilvanian Thaler in European Perspektive. in: The Silver of Fairyland. A Transilvanian Thaler Collection in the Magyar Nemzeti Bank. Editor in chief: Csaba Tóth. Budapest, 2017. 108-125. [Magyarul is megjelent.]

- Ottoman Tributes and Circulation of Money in the Principality of Transilvania, 1658-  1687. In: Şerefe. Studies in Honour of Prof. Géza Dávid on his Seventieth Birthday. Ed. Pál Fodor – Nándor E. Kovács – Benedek Péri. Budapest, 2019. 399–418. [Magyarul is megjelent.]

- Pénzforgalom és pénzértékek a soproni országgyűlések idején (1622-1625[DI1] ). In:      Amikor Sopronra figyelt Európa. Az 1625. évi koronázó országgyűlés. Szerk.: Dominkovits Péter-Katona Csaba-Pálffy Géza. Sopron-Budapest 2020. 425-472.

- Kolozsvárról a Magyar Nemzeti Bank vezetőségébe. Dr. Judik József (Kolozsvár, 1891-Budapest, 1951) pályája. Erdélyi Múzeum. 2024. 1. Füzet.

## Díjak, elismerések
Az Egyetemért (ezüst fokozat, 1998) Budapesti Közgazdaságtudományi Egyetem
Széchenyi Professzori Ösztöndíj (1999-2002)
Réthy László érem, 2006. (Magyar Numizmatikai Társulat)

## Videófelvételek
- Buza János: Huszár Lajos élettörténete – Videó,  –  Közzététel: 2012. március 27.

- Buza János: Pénzértékek módosítása császári csalással – Videó,  –  Közzététel: 2019. november 19.
- Buza János: Kolozsvárról a Magyar Nemzeti Bank vezetőségébe – Judik József pályája – Videó,  –  Közzététel: 2013. szeptember 17.

- Buza János: Megemlékezés Horváth Tibor Antalról – Videó,  –  Közzététel: 2015. január 20.